# Strandmarks Sogn
Strandmarks Sogn er et sogn i Rødovre-Hvidovre Provsti (Helsingør Stift). Sognet ligger i Hvidovre Kommune. I Strandmarks Sogn ligger Strandmarkskirken.
I Strandmarks Sogn findes flg. autoriserede stednavne:
- Friheden Station
- Åmarken (station)